# Istenes Bence
Istenes Bence Flórián (Budapest, 1987. május 12. –) magyar műsorvezető. Istenes László műsorvezető fia.

## Életpályája
A Katona József, illetve a Szent Lőrinc általános iskolákba járt. A középiskolát Németországban, Münchenben végezte. Az érettségit azonban már a budapesti Osztrák Gimnáziumban szerezte meg. 2012-ben diplomázott a Kodolányi János Főiskola, kommunikáció és médiatudomány szakán. 
Édesapja Istenes László, szintén műsorvezető.
Karrierje 2008-ban kezdődött, amikor a VIVA TV műsorvezetője lett. 2 és fél év után az RTL Klubhoz igazolt.
2013-ban Liluval vezette az X-Faktor negyedik évadját, majd 2014 elején a Való Világ hatodik szériáját és 2014 őszén a hetedik szériáját.
2013. szeptember 2-án kezdte meg rádiós karrierjét a 89.5 Music FM reggeli műsorában, az Önindítóban. Alig több mint egy évvel később bejelentette, hogy 2014. október 1-én távozott az Önindítótól és két műsorvezetőtársától, Pordán Petrától és István Dánieltől, helyét Bochkor Gábor vette át. Istenes Bence a döntést az egyre sokasodó televíziós munkájával indokolta.
Az X-Faktor ötödik évadját már egyedül vezette, és új műsort is kapott, a Vigyél el! című párválasztó műsort.
2016-ban a németországi Kölnbe költözött, ahol a helyi tévénél helyezkedett el.
2017-ben a Survivor magyar változatának volt a műsorvezetője. 2017. november 25-én ő vezette az X-Faktor hetedik évadjának döntőjét.
2018-ban a németországi Sky 1 csatornán az X-Factor egyik műsorvezetője lett.
2020-tól az RTL Klub Álarcos énekes (The Masked Singer) c. műsorának a vezetője lett.
2023-ban ő volt a The Voice második évadának műsorvezetője.
2023-ban a Sztárbox című műsorban (RTL) vett részt és boxolt. Első ellenfele Ifj. Schobert Norbert volt akit pontozással győzött le. Második ellenfele Rácz Jenő volt, aki pontozással legyőzte őt és kiesett a műsorból. A vereséget igazságtalannak érezte és sportszerűtlen magaviselete után elnyerte a "Hisztis" becenevet

## Műsorai
| Év              | Műsor címe            | Szerepkör               | Tévécsatorna    |
| Magyarország    | Magyarország          | Magyarország            | Magyarország    |
| --------------- | --------------------- | ----------------------- | --------------- |
| 2008–2010       | Megálló               | műsorvezető             | VIVA            |
| 2008–2010       | Interaktív            | műsorvezető             | VIVA            |
| 2008–2010       | VIVA Comet            | műsorvezető             | VIVA            |
| 2010–2011       | NekedValó             | műsorvezető             | Cool TV         |
| 2014            | After X               | műsorvezető, szerkesztő | Cool TV, RTL II |
| 2012            | Brandmánia            | műsorvezető             | RTL Klub        |
| 2013            | Péntektől péntekig    | műsorvezető             | RTL II          |
| 2013            | Szombat esti láz      | szereplő                | RTL II          |
| 2014–2016, 2017 | X-Faktor              | műsorvezető             | RTL Klub        |
| 2014–2016       | Való Világ            | műsorvezető             | RTL II          |
| 2016            | Hagyjál főzni!        | műsorvezető             | RTL II          |
| 2015            | Vigyél el!            | műsorvezető             | RTL Klub        |
| 2017–2018       | Survivor              | műsorvezető             | RTL Klub        |
| 2018            | Szenzációs Négyes     | műsorvezető             | RTL Klub        |
| 2019            | Nyerő Páros           | játékos                 | RTL Klub        |
| 2020–2021       | Álarcos Énekes        | műsorvezető             | RTL Klub        |
| 2022            | Tehetség első látásra | műsorvezető             | RTL Klub        |
| 2023            | Az álommeló           | epizódszereplő          | RTL             |
| 2023            | Tippelj és vidd el!   | műsorvezető             | RTL             |
| 2023            | The Voice             | műsorvezető             | RTL             |
| 2023            | Sztárbox              | versenyző               | RTL             |
| 2024–2025       | Hell Boxing Kings     | versenyző               | RTL             |
| 2024            | Fort Boyard – Az erőd | műsorvezető             | RTL             |
| 2024–           | Álarcos Énekes        | nyomozó                 | RTL             |
| 2025            | Kalandra fal!         | műsorvezető             | RTL             |
| 2025–           | Csillag Születik      | műsorvezető             | RTL             |
| Németország     |                       |                         |                 |
| 2018            | X Factor              | műsorvezető             | Sky 1           |

## Családja
Párja 2012 óta Csobot Adél, gyermekük Nátán (2016) és Ádin (2018). Apja, Istenes László szintén műsorvezető.